# Жемчужников, Иван Иванович
Иван Иванович Жемчужников (1918—1992) — генерал-майор Советской Армии, участник Великой Отечественной войны, Герой Советского Союза (1943).

## Биография
Иван Жемчужников родился 4 февраля 1918 года в городе Лебедянь (ныне — Липецкая область). После окончания железнодорожного техникума работал старшим техником-строителем строительно-монтажного треста «Амурстройпуть». В 1938 году Жемчужников был призван на службу в Рабоче-крестьянскую Красную Армию. Участвовал в польском походе РККА и советско-финской войне. В 1942 году окончил Московское военно-инженерное училище. С того же года — на фронтах Великой Отечественной войны. К сентябрю 1943 года майор Иван Жемчужников командовал 47-м отдельным инженерно-сапёрным батальоном 47-го отдельного инженерно-сапёрного батальона 60-й инженерно-сапёрной бригады 7-й гвардейской армии Степного фронта. Отличился во время битвы за Днепр.
25-26 сентября 1943 года Жемчужников успешно руководил переправой советских войск через Днепр на плацдарм на западном берегу в районе села Бородаевка Верхнеднепровского района Днепропетровской области Украинской ССР.
Указом Президиума Верховного Совета СССР от 26 октября 1943 года за «образцовое выполнение боевых заданий командования на фронте борьбы с немецкими захватчиками и проявленные при этом мужество и героизм» майор Иван Жемчужников был удостоен высокого звания Героя Советского Союза с вручением ордена Ленина и медали «Золотая Звезда» за номером 1382.
После окончания войны Жемчужников продолжил службу в Советской Армии. В 1966 году он окончил Военную академию имени М. В. Фрунзе. Преподавал в Военно-инженерной академии, был в ней начальником командного факультета. В 1979 году в звании генерал-майора Жемчужников был уволен в запас. Проживал в Москве, скончался 28 сентября 1992 года, похоронен на Митинском кладбище Москвы.
Был также награждён двумя орденами Красного Знамени, орденом Александра Невского, двумя орденами Отечественной войны 1-й степени, двумя орденами Красной Звезды, орденом «За службу Родине в Вооружённых Силах СССР» 3-й степени, рядом медалей.